# Aozolighter
「Aozolighter」（アオゾライター）は、Cellchromeの楽曲。バンドの5枚目のシングルとして2018年12月26日にビーイングから発売された。

## 概要
表題曲はテレビアニメ『名探偵コナン』のエンディングテーマとして2018年9月29日より起用され、2018年11月16日にミュージックビデオがYouTubeで公開された。

## 収録曲

### 初回限定盤
CD
1. Aozolighter
作詞 - 陽介・川浦正大 / 作曲 - 川浦正大 / 編曲 - 大西省吾
2. Make My Day
作詞 - 陽介 / 作曲・編曲 - 野崎心平

DVD
1. Aozolighter MV

### 名探偵コナン盤
CD
1. Aozolighter
2. Aozolighter (TV SIZE)
3. Aozolighter（カラオケ）
4. Everything OK!! (Korea ver.)

DVD
1. Aozolighter（名探偵コナン アニメ エンディングテーマ）